# Bellér Ignác
Bellér Ignác (Balaton, 1876. február 9. – Budapest, 1921. szeptember 11.) gépész, kazánfűtő, a magyarországi szindikalizmus képviselője.

## Élete
Bellér István és Csepányi Róza gyermeke. Fiatalkorában eszperantóul levelezett különböző országok szindikalista képviselőivel. A kazánfűtők szakszervezetének titkára volt. 1899-ben Mezőfi Vilmossal kilépett a Magyarországi Szociáldemokrata Pártból, és csatlakozott a kazánfűtők szindikalista csoportjához, később pedig budapesti szindikalista csoporthoz, 1914 áprilisát (Krszta Iszkruljev halálát) követően annak irányítója volt. Az első világháború idején a forradalmi szocialistákhoz tartozott, rendszeresen agitált és röpiratot terjesztett, ám 1918-ban elfogták. A Magyarországi Tanácsköztársaság idején jobbára szakszervezeti munkát látott el, a kommün bukását követően – betegsége miatt – a politikai élettől visszavonult.
Cikkezett a Társadalmi Forradalom című lapban.